# Le Fayet
Le Fayet é um localidade que faz parte da comuna francesa de Saint-Gervais-les-Bains que cedeu o seu nome àquela que se chama estação de Saint-Gervais-les-Bains-Le Fayet.
A sua importância começou a desenhar-se aquando do desenvolvimento turístico, nos fim do século XIX, do vale de Chamonix e nomeadamente de Chamonix-Monte-Branco, e continua hoje em dia com o Tramway du Mont-Blanc